# 贺悦
贺悦（?—?），为南北朝北魏鲜卑族，贺兰部人。
贺纥的孙子，贺讷的从父弟，拓跋珪的堂舅。拓跋珪居住在贺兰部属下，大多数人们没有归附，只有贺悦举部随从。又秘密为拓跋珪祈祷天神，请成大业，出于至诚。拓跋珪赞赏他，待他非常宠信。后拓跋珪建立北魏平定中原，以贺悦之功赐爵封钜鹿侯，进爵封北新公。死后儿子贺泥袭爵。

## 子
- 贺泥：贺悦长子	
  - 贺丑建：贺泥之子
- 贺护：贺悦次子